# Paraliochthonius darwini
Espèce
Paraliochthonius darwini est une espèce de pseudoscorpions de la famille des Chthoniidae.

## Distribution
Cette espèce est endémique d'Australie. Elle se rencontre en Australie-Occidentale au Kimberley et au Territoire du Nord.

## Description
Le mâle holotype mesure 1,31 mm et la femelle paratype 1,50 mm.

## Étymologie
Cette espèce est nommée en l'honneur de Charles Darwin.

## Publication originale
- Harvey, 2009 : The first Australasian species of the halophilic pseudoscorpion genus Paraliochthonius (Pseudoscorpiones: Chthoniidae). Records of the Western Australian Museum, vol. 25, no 3, p. 329-344 (texte intégral).